# Missione von Bülow

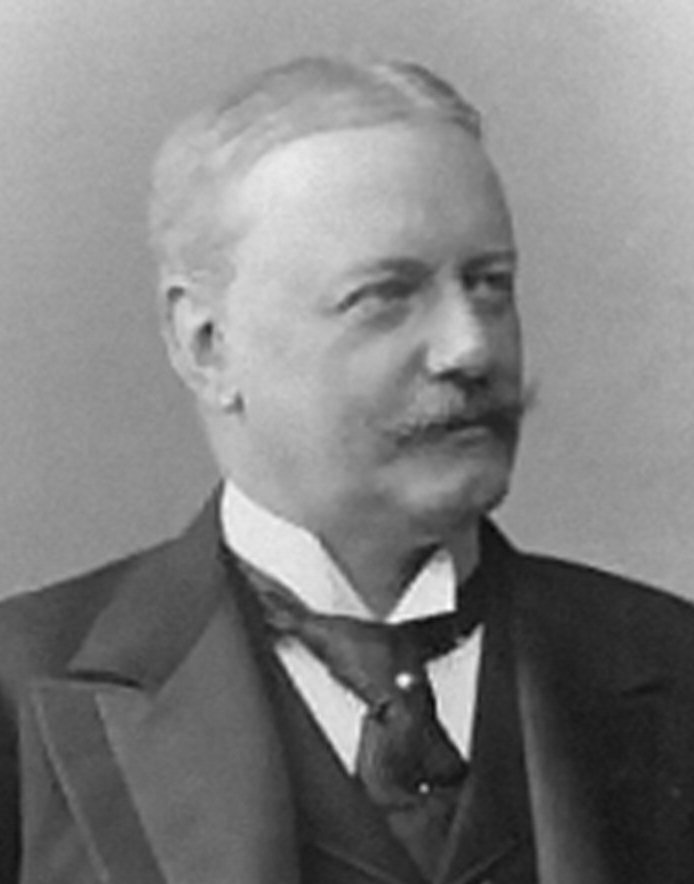
Bernhard von Bülow

La Missione von Bülow fu un'azione diplomatica svolta dall'ex Cancelliere tedesco Bernhard von Bülow fra il 18 dicembre 1914 e il 24 maggio 1915 allo scopo di persuadere l'Italia a non intervenire nella prima guerra mondiale contro l'Austria.
Il ritardo dell'inizio delle trattative, il rifiuto dell'Austria a cedere il Trentino e Trieste e l'aspirazione italiana a completare l'unità della nazione e a ottenere il controllo dell'Adriatico, determinarono il fallimento della missione.

## La situazione
Nelle sue memorie l'ex Cancelliere tedesco Bernhard von Bülow illustra il difficile terreno diplomatico della missione: «Se nel luglio del 1914 la cooperazione militare dell'Italia, con un'abile politica da parte della Germania, sarebbe stata pensabile, e prima della ritirata della Marna almeno una neutralità piena e sicura; ora invece anche la neutralità si poteva ottenere soltanto se l'Austria, subito, senza riserve e con un bel gesto, sacrificava il Trentino e concedeva l'autonomia di Trieste. Ma né gli austriaci volevano decidersi alle indispensabili concessioni, né Bethmann e Jagow si risolvevano ad esercitare sul Gabinetto di Vienna un'energica pressione».

## I primi contatti

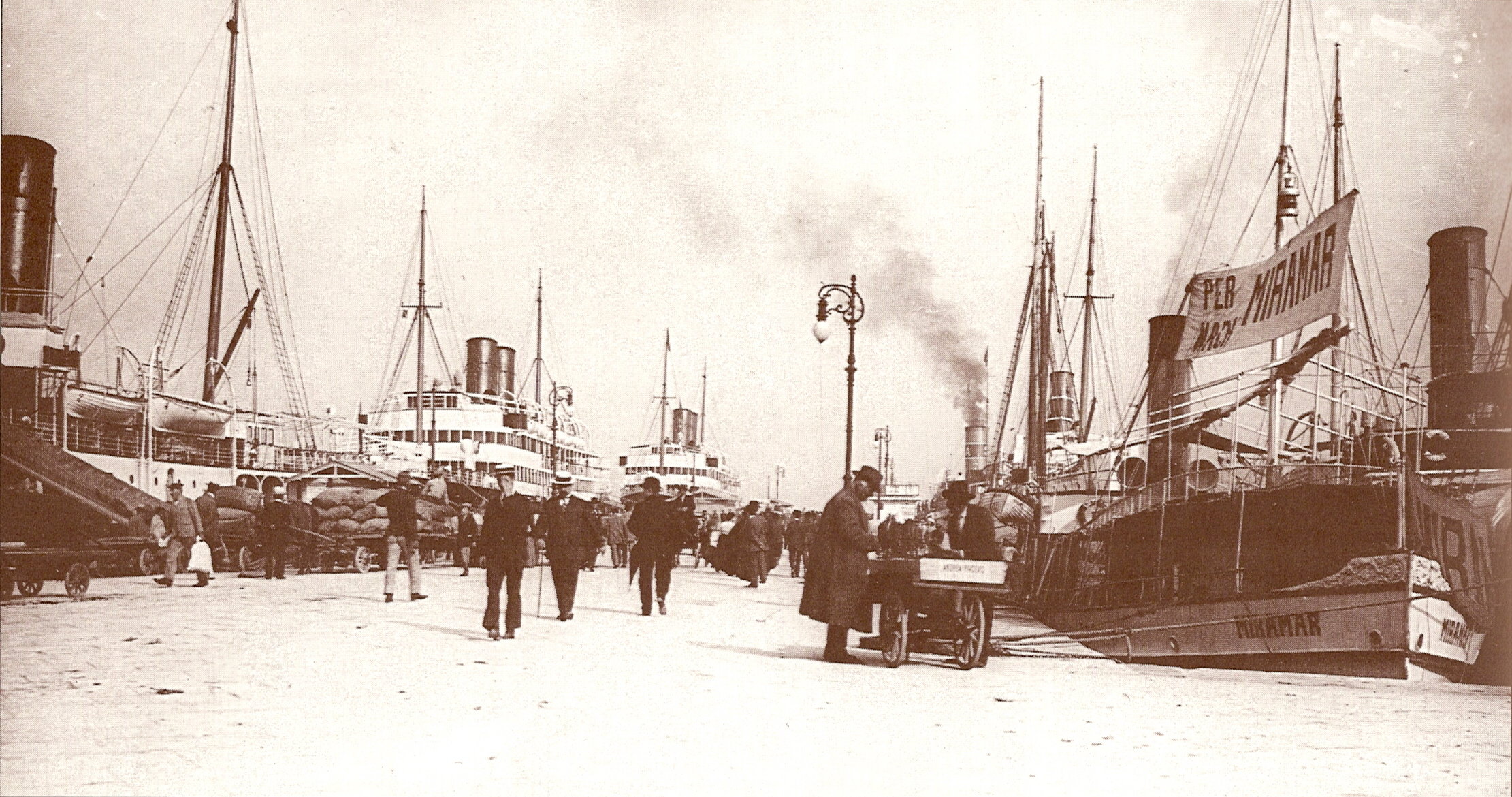
Il molo S.Marco a Trieste all'inizio del '900

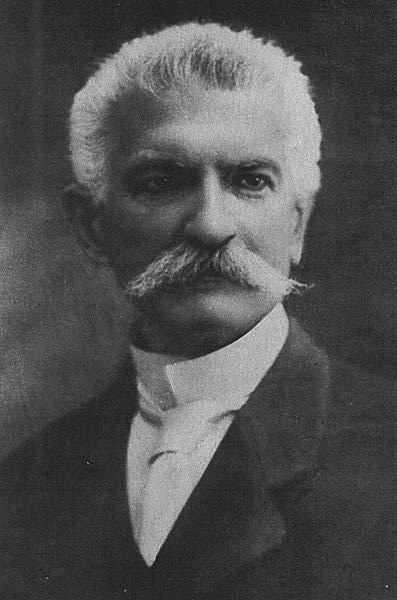
Il ministro Sonnino chiese in cambio della neutralità italiana la «soddisfazione di alcune aspirazioni nazionali».

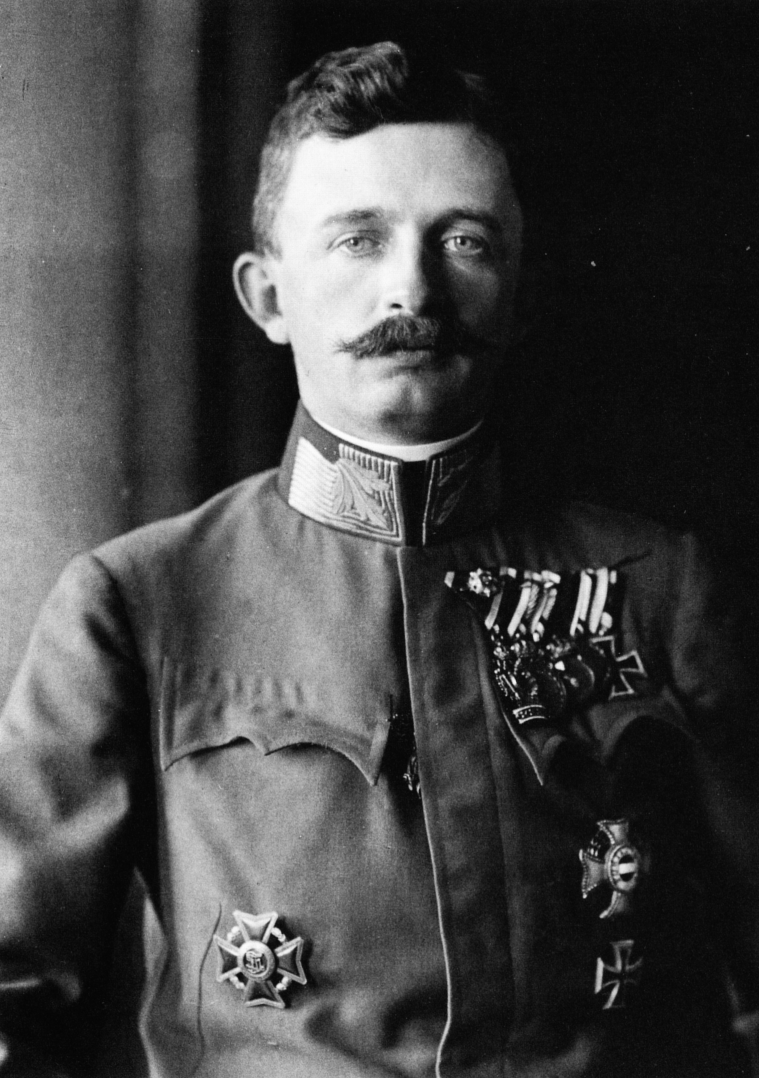
L'erede al trono Carlo d'Asburgo si oppose alle proposte che Bülow fece a nome dell'Austria.

Bülow, richiamato dal suo isolamento politico dal Cancelliere Bethmann e incaricato del compito di convincere l'Italia a non entrare in guerra contro l'Austria, partì da Berlino per Roma il 14 dicembre 1914.
Il presidente del Consiglio italiano Antonio Salandra e il nuovo ministro degli Esteri Sidney Sonnino si erano attivati in quei giorni per rivendicare, in virtù della violazione da parte dell'Austria dell'articolo 7 della Triplice alleanza, compensi territoriali a Vienna. «Furono questi» rammenta Salandra «i primi nostri passi decisivi su la via dell'intervento. Ad arrestarci [...] era arrivato [...] il Principe Bülow, senza dubbio il più ragguardevole uomo di Stato che la Germania potesse in quel tempo vantare, e il più adatto, per i suoi precedenti e le sue relazioni, ad esercitare una influenza sulla politica italiana».
Il 18 dicembre avvenne il primo incontro di Bülow con il ministro Sonnino. Quest'ultimo chiarì subito che la maggioranza del Paese era favorevole alla conservazione della neutralità, ma con il presupposto che con la neutralità si potesse conseguire la «soddisfazione di alcune aspirazioni nazionali». Sonnino lasciò, quindi, subito intendere che in cambio di specifici territori che appartenevano all'Austria, l'Italia sarebbe rimasta fuori dal conflitto.
Il governo italiano aveva come base di partenza di ogni trattativa almeno la cessione di tutto il Trentino e della città di Trieste. Su quest'ultimo punto Bülow si illuse che la dichiarazione di “città libera” potesse bastare: l'unico grande porto austriaco sarebbe cioè diventato autonomo ma all'interno dell'Impero di Francesco Giuseppe.
È inoltre probabile che Trieste interessasse molto per la sua posizione anche alla Germania e che Bülow volesse in qualche modo preservarla da una sua definitiva cessione all'Italia.
Il giorno dopo, il 19 dicembre, l'ex Cancelliere tedesco ebbe il primo incontro con il presidente del Consiglio Salandra che così riporta il punto in cui si affrontò il problema delle cessioni: «Bülow ha pronunziato per primo la parola Tyrol ed ha ammessa la possibilità di arrivare a parlarne [...] Egli stesso però ha soggiunto, di sua iniziativa, che, se non era impossibile arrivare al Trentino, sarebbe stato impossibile persuadere l'Austria a disfarsi di Trieste. Trieste è come il polmone dell'Austria. [...] Nulla ho detto circa tale affermata impossibilità; ma non ho taciuto che ormai [...] gli italiani pensavano più a Trieste che a Trento».
L'ex Cancelliere si rese subito conto, quindi, dell'estrema difficoltà della sua missione. Nonostante ciò, nella fase iniziale delle trattative, ambienti austriaci e tedeschi diedero poco peso ai suoi sforzi, quando non li ostacolarono. Tali ambienti ritennero, fin quando non fu troppo tardi, i contatti del governo italiano con le nazioni della Triplice intesa un bluff.

## Le reazioni austriache
Bülow a Vienna era più temuto che amato: Leopold Berchtold, ministro degli Esteri dell'Austria, ricordava che durante il suo cancellierato si era a volte dimostrato tiepido alleato, e temeva che a Roma avesse a favorire più gli interessi italiani che quelli della monarchia asburgica.
Un aristocratico della corte di Francesco Giuseppe, Arthur Polzer-Hoditz (1870-1945), riporta nella sua biografia di Carlo d'Asburgo: «Di grandissimo danno per l'affermazione del punto di vista austriaco furono le conversazioni avviate dietro la nostra schiena dall'ambasciatore di Germania, von Bülow, che promise formalmente al governo italiano la cessione del Trentino».
L'obiezione all'idea di Bülow di cessioni territoriali all'Italia si concretizzò nella decisione di Francesco Giuseppe di mandare l'erede al trono, l'arciduca Carlo d'Asburgo, da Guglielmo II di Germania, presso il quartier generale tedesco a Charleville, in Francia. L'arciduca partì il 20 gennaio 1915 e, in un ambiente di soli militari spiegò che il Tirolo e l'Adriatico non avevano per l'Austria importanza minore di quella che per la Germania avevano l'Alsazia e la Lorena. Si pensò quindi, nei circoli competenti tedeschi, di concedere piccoli compensi all'Austria in caso di cessione del Tirolo all'Italia, ma le discussioni si arenarono subito.
Un mese dopo Bülow, per nulla scoraggiato, scriveva all'amico giornalista Felix von Eckhardt: «Bisogna influire a Vienna. Sarebbe inaudito che l'Austria, dopo averci tirati in questa guerra per la sua inabilità allo scoppio di essa e negli ultimi due o tre anni, ci privi della collaborazione dell'Italia e della Rumenia e ci butti addosso altri due milioni di nemici [...] Faccio quello che posso per risparmiarci una nuova grossa e non necessaria difficoltà. Lo faccio per noi e per l'Austria, che deve essere salvata dal vizio ereditario di arrivare sempre troppo tardi».

## Piccole e grandi promesse

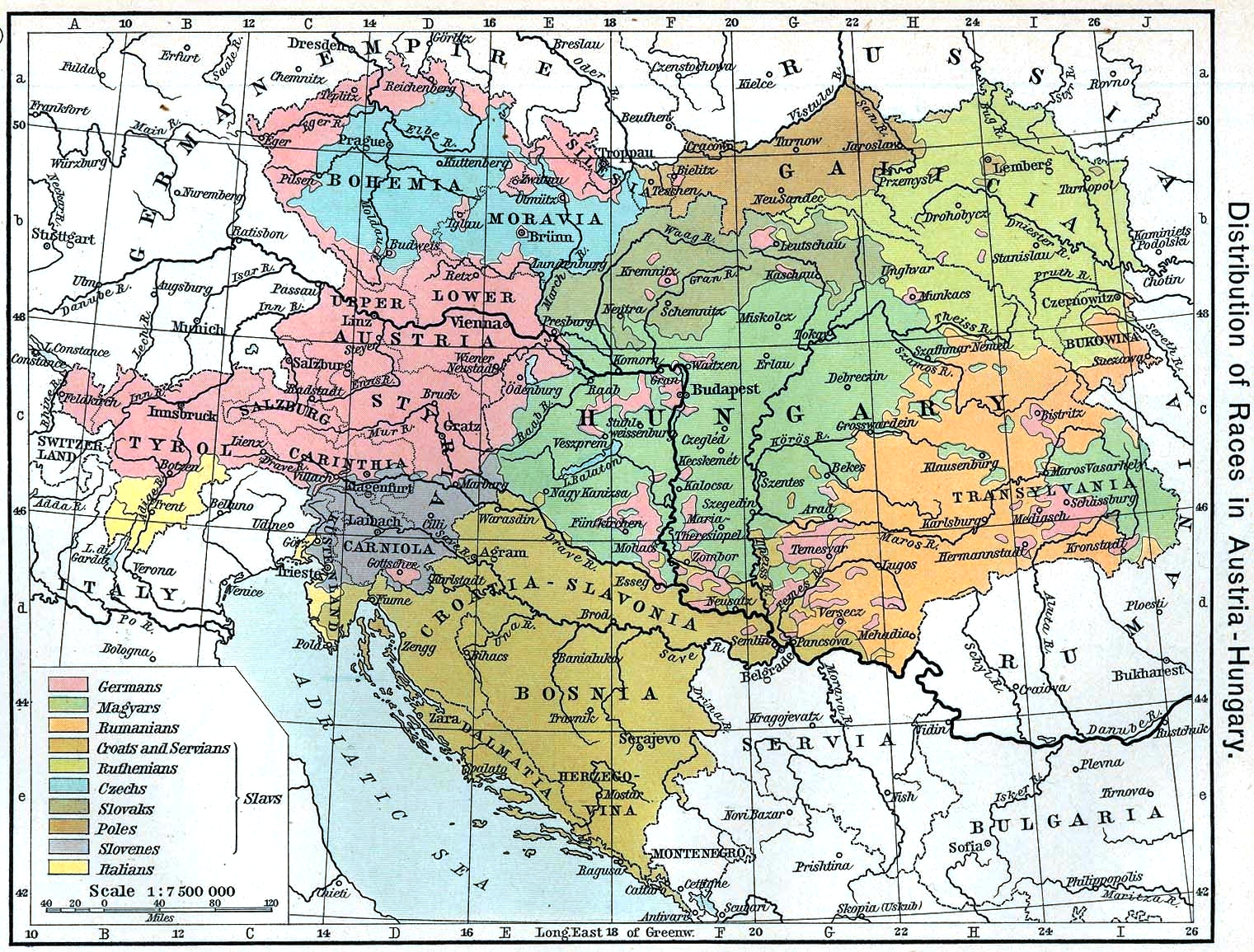
Distribuzione linguistica nell'Austria-Ungheria del 1911

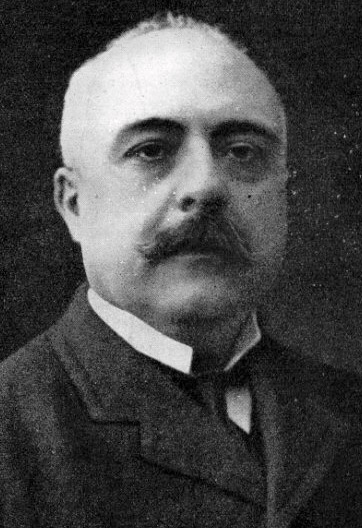
Il presidente del Consiglio italiano Antonio Salandra giudicò insufficienti le proposte di Bülow.

Dopo due mesi di trattative infruttuose, il 16 febbraio 1915, vista l'ostinazione di Vienna a non cedere, Bülow propose al ministro Sidney Sonnino «qualche altro terreno, o di Albania o di altro, sul quale si potesse portare la discussione…» A questo punto Sonnino scoprì le carte e affermò che non si trattava di «brama di conquista», ma di far sopravvivere la monarchia al sentimento nazionale che montava. In caso contrario l'Italia «sarebbe andata incontro alla rivoluzione [...], non restava che una sola alternativa: o guerra o rivoluzione».
Dal 4 marzo iniziarono ufficialmente e segretamente le trattative fra l'Italia e la Triplice intesa. Francia, Gran Bretagna e Russia si impegnavano con l'Italia a riconoscerle in caso di vittoria sull'Austria il Trentino, l'Alto Adige, la Venezia Giulia (comprendente Gorizia, Trieste e l'Istria), la Dalmazia settentrionale, Valona, numerose isole dell'Adriatico, territori in Africa e dell'Impero ottomano e un prestito da Londra. Il 27 marzo l'Austria, sollecitata da Bülow, si dichiarò finalmente disposta a una cessione di territorio nel Tirolo meridionale comprendente la città di Trento. Inevitabilmente tale proposta fu dal governo italiano giudicata insufficiente.
Ancora piccoli passi (ma che a Bülow non apparivano piccoli) vennero fatti il 17 aprile, quando l'Austria concedette una maggiore estensione nel Trentino (sino a Salorno) ma mantenendo tutte le “testate delle valli” e posponendo l'esecuzione delle cessioni a guerra conclusa. Per quest'ultimo punto si erano resi garanti Bülow e la Germania.

## Il Patto di Londra
Il 26 aprile veniva in segretezza firmato il Patto di Londra, che impegnava il governo italiano a dichiarare guerra all'Austria entro un mese.
Ai primi di maggio gli sforzi di Bülow portarono Vienna a promettere ancora una rettifica del confine sul fiume Isonzo concedendo all'Italia Gradisca e Cormons, per Trieste il conferimento dello stato di “città libera” e in Adriatico l'isola di Pelagosa.
Il Presidente del Consiglio Antonio Salandra considerò che «se anche non fossimo stati impegnati [con la Triplice intesa], le concessioni ultimamente enumerate non erano tali da soddisfare noi e il Paese».
Tuttavia, quando il governo italiano sembrava ormai sul punto di chiudere la questione a favore dell'intervento, nella prima decade di maggio scese in campo il più autorevole personaggio neutralista: l'ex presidente del consiglio Giovanni Giolitti. A vantaggio dei neutralisti giocava la segretezza del Patto di Londra con le relative offerte della Triplice intesa. Bülow e l'ambasciatore austriaco Karl von Macchio (1859-1945) diffusero invece le proposte austriache che con le manifestazioni giolittiane «s'intersecavano e si accordavano in un fine unico».

## Crisi di governo e dichiarazione di guerra
Dato che il parlamento era ancora chiuso, non poteva esservi discussione pubblica sulla politica intrapresa dal governo Salandra; ma come usava all'epoca, diverse centinaia di deputati visitarono la residenza romana di Giolitti lasciandovi il proprio biglietto da visita, segno tangibile della disponibilità a votare per un nuovo governo ed una differente politica. Constatata la mancanza di una maggioranza nel parlamento, il 13 maggio Salandra rimetteva nelle mani di re Vittorio Emanuele III il mandato.
Il Corriere della Sera scrisse: «L'on. Giolitti e i suoi amici trionfano. Più ancora trionfa il Principe di Bülow. Egli è riuscito a far cadere il Ministero che conduceva il Paese alla guerra»; e il Messaggero: «L'on. Salandra dà partita vinta agli organizzatori del malefico agguato; si arrende alle male arti diplomatiche del Principe di Bülow».
Convocato dal Re per formare il nuovo governo, Giolitti, però, informato solo allora dei nuovi impegni presi dall'Italia con la Triplice intesa e già sottoscritti dal Re, decise di rifiutare l'incarico, così come altri politici convocati, per non rischiare lo scontro istituzionale tra la corona ed il parlamento.
Il 16 maggio Vittorio Emanuele III respingeva ufficialmente le dimissioni di Salandra. Il 20 e il 21 maggio, a stragrande maggioranza, le due Camere del parlamento votarono a favore dei poteri straordinari al Sovrano e al governo in caso di ostilità. Il 23 maggio l'Italia dichiarava guerra all'Austria, e due giorni dopo Bülow lasciava Roma con il personale dell'ambasciata tedesca.